# Ålbæk
Ålbæk (även: Aalbæk) är en tätort i Frederikshavns kommun i Region Nordjylland i Danmark. Tätorten har 1 407 invånare (2024). Den ligger på ön Vendsyssel-Thy vid Ålbækbukten, cirka 18,5 kilometer nordväst om Frederikshavn och cirka 18 kilometer sydväst om Skagen.
Ålbæk var ursprungligen ett fiskeläge, anlagt i slutet av 1500-talet, och konkurrerade länge med Skagen.

## Ålbæk Havn
Hamnen, som numera är kommunalt ägs, invigdes 1930 och hade 2021 både ett båtvarv och ett glasfiberföretag. Hamnen har en segelbåtsklubb med omkring 120 platser och ett antal fiskebåtar.

## Ålbæk Redningsstation
Ålbæk Redningsstation inrättades 1860 vid Bådevej som båtstation med också raketapparat. År 1861 uppfördes ett båthus av köpmannen Ramløse. Ett nytt båthus uppfördes 1887, som 1897 försågs med skiffertak. Räddningsstationen lades ned 1943 och båthuset är ombyggt till fritidshus.

## Bildgalleri

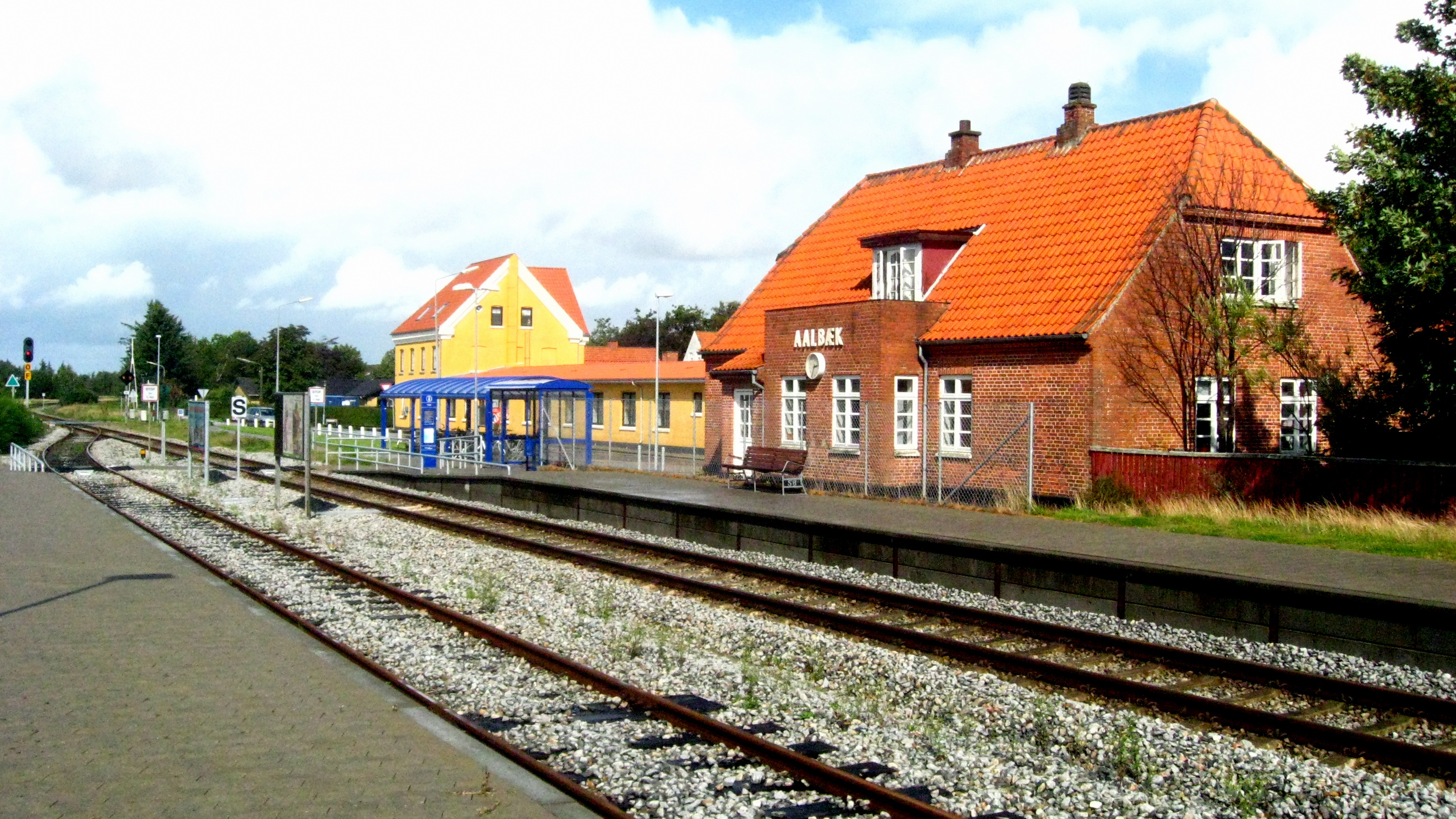
Ålbæks station.
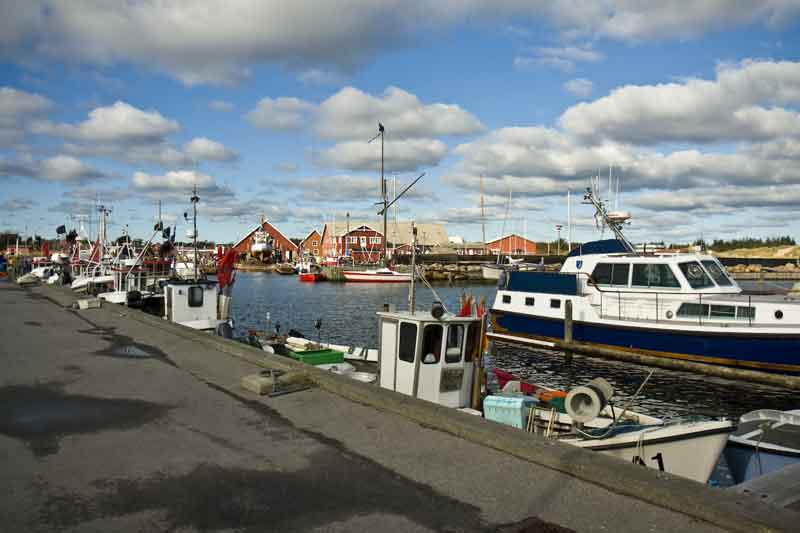
Ålbæk Havn.
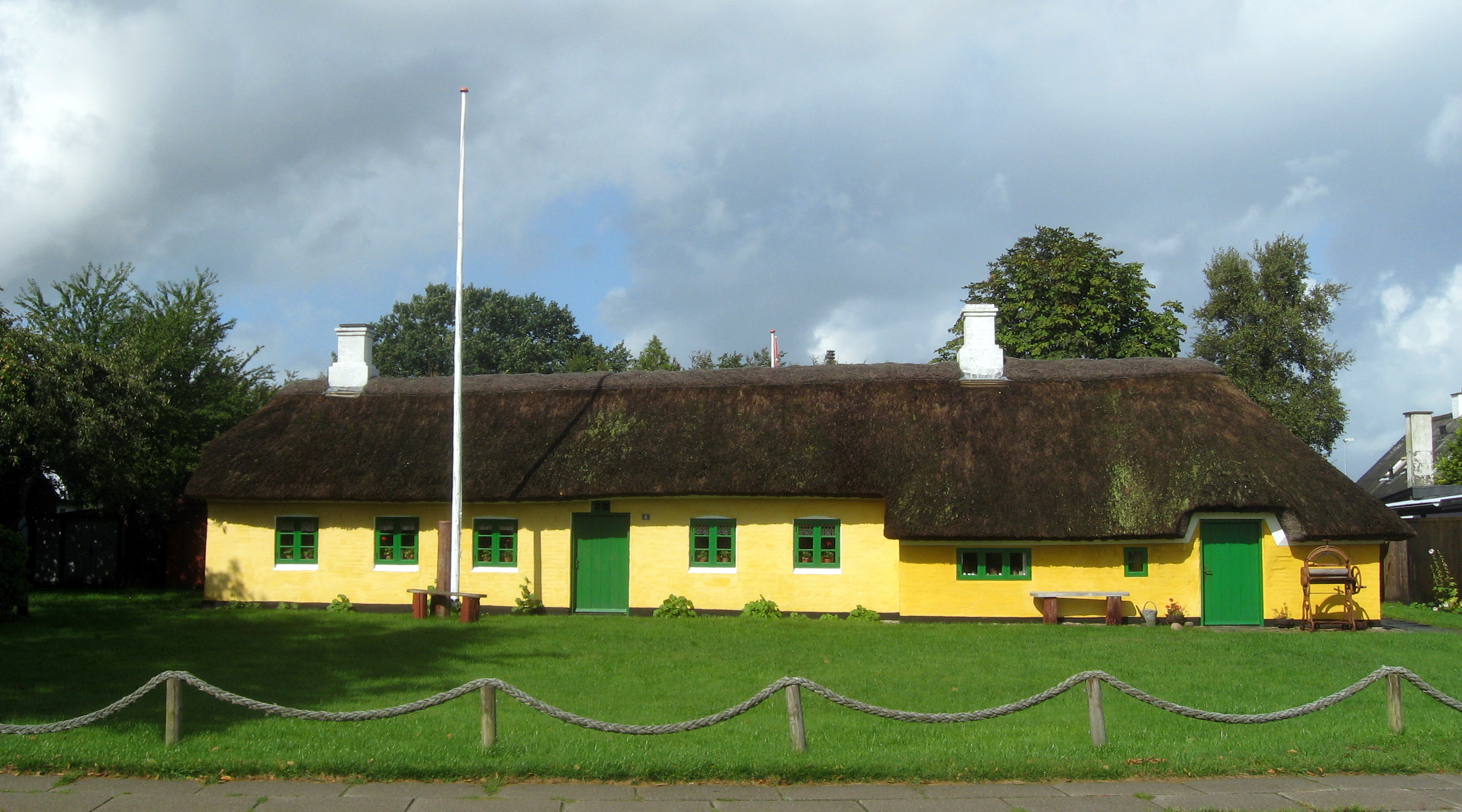
Ålbæk Museum.
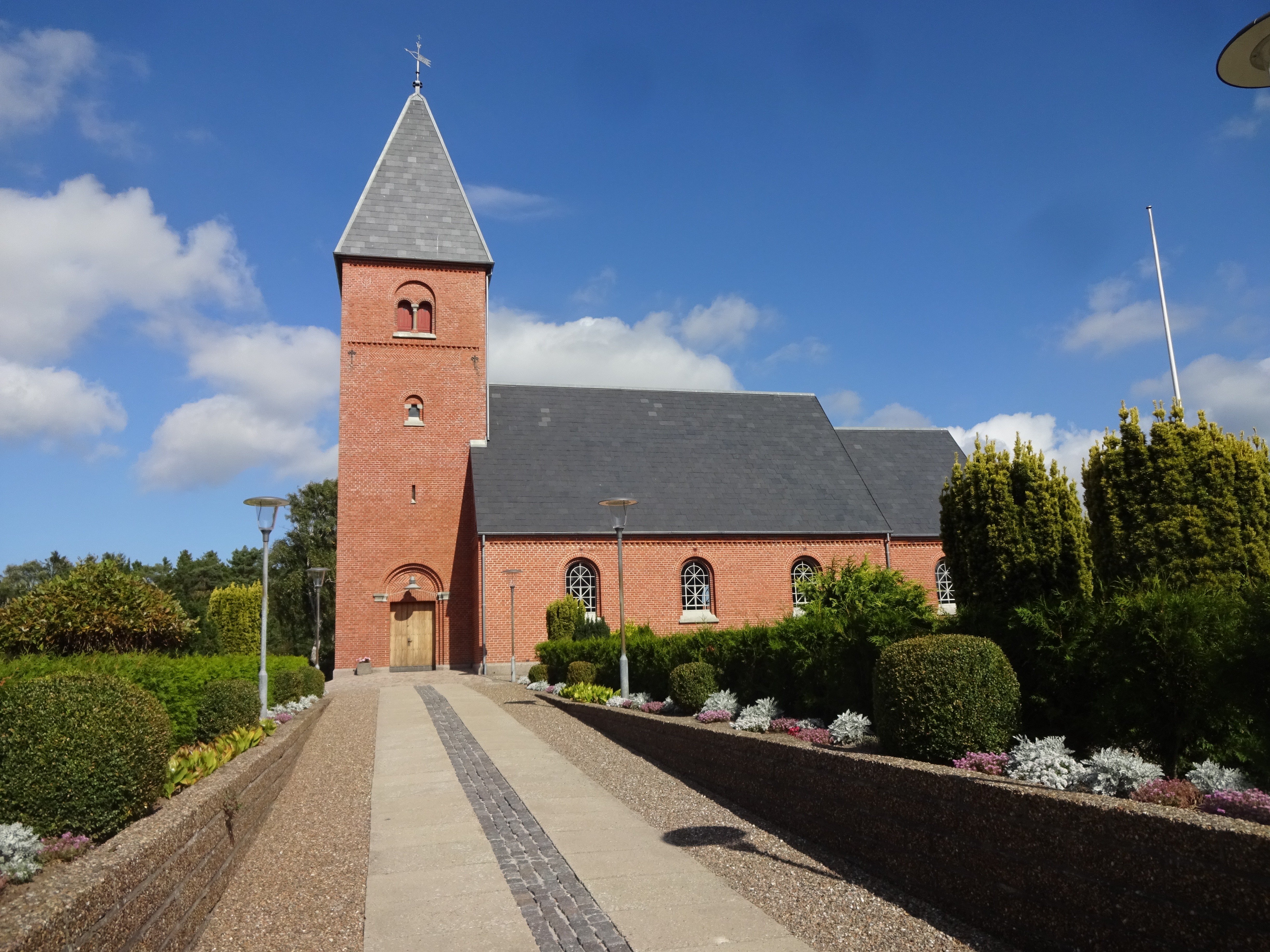
Ålbæk Kirke.